# سینوولی
سینوولی (به لاتین: Sinovli) یک منطقه مسکونی در جمهوری آذربایجان است که در شهرستان لنکران و در دهیاری اوساکوچه واقع شده‌است. سینوولی ۷۹۹ نفر جمعیت دارد.

## ریشه واژه
سی در زبان تالشی به‌معنای اشباع و پر  و اوولی یعنی مکان سیل‌خیز و معنای کلی آن به‌صورت مکانی به‌شدت سیل‌خیز  است.